# Whipple Truss Bridge
Die Whipple Truss Bridge, auch Johnstown Bridge genannt, ist eine der letzten erhaltenen Fachwerkträgerbrücken, die nach dem Patent von Squire Whipple erbaut wurden. Die 1855 fertiggestellte Brücke überquerte ursprünglich den Cayadutta Creek in Johnstown, New York und wurde erst 1979 in den Park des Union Colleges in Schenectady verlegt. Sie ist eine von fünf Fachwerkbrücken, die Whipple im Osten des Bundesstaates New York gebaut hatte, und möglicherweise die älteste unter ihnen. Die Stadt Johnstown schenkte die Brücke dem Union College, wo Whipple ausgebildet wurde.